# Трясучка середня
Трясучка середня, трясунка середня (Briza media) — вид трав'янистих рослин родини тонконогові (Poaceae). лат. media — «середній».

## Опис
Багаторічник з гладкими стеблами до 75 см. Кореневища короткі. Листки 2–4 мм завширшки, завдовжки 4–15 см. Язичок 0,5–1,5 мм довжиною. Волоть відкрита, пірамідальна, 4–18 см завдовжки. Гілочки волоті гладкі або трохи шорсткі, горизонтально відхилені. Колоски 4–7 мм, більше ніж 20 на волоть. Колоски звисають; поодинокі. Плід — зернівка. Число хромосом: 2n = 14.

## Поширення
Кавказ: Вірменія, Азербайджан, Грузія, Російська Федерація; Азія: Індія, Пакистан; Європа: Білорусь, Естонія, Латвія, Литва, Молдова, Україна, Австрія, Бельгія, Чехія, Німеччина, Угорщина, Нідерланди, Польща, Словаччина, Швейцарія, Данія, Фінляндія, Ірландія, Норвегія, Швеція, Велика Британія, Албанія, Болгарія, Хорватії, Греції, Італії, Румунії, Сербії, Словенії, Франції, Португалії, Іспанії. Натуралізований: Австралія, Нова Зеландія, Сполучені Штати Америки. Населяє трав'янисту місцевість на від легких до важких, від кислих до вапняних, від дуже сухих до вологих, але, як правило, базово-родючих ґрунтах.
В Україні зростає на луках, лісових галявинах, в чагарниках, уздовж доріг, по канавах і межах — У Закарпатті та Карпатах, західних лісових районах, Поліссі й на півночі Лісостепу, росте часто (на південь рідшає).

## Галерея

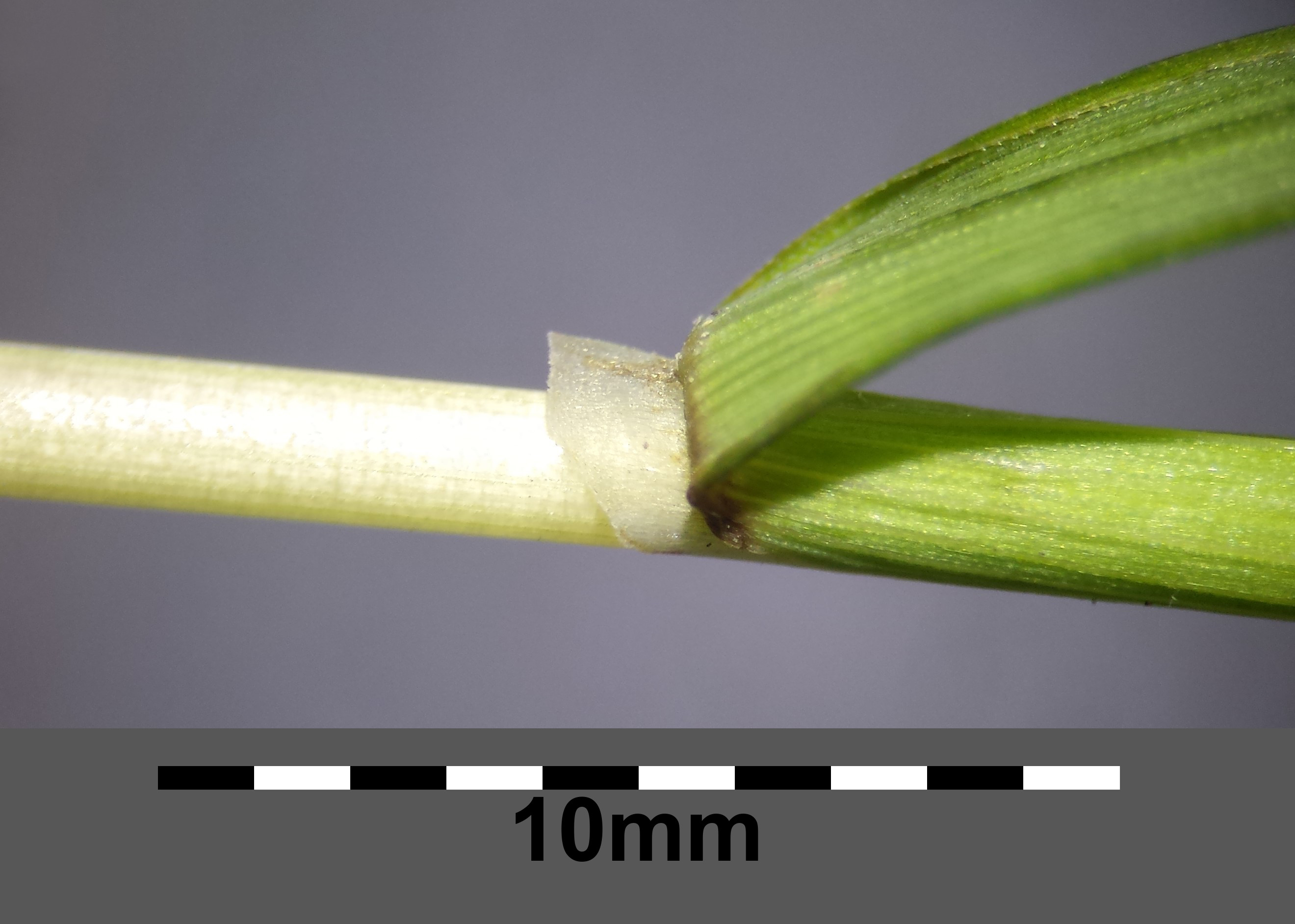
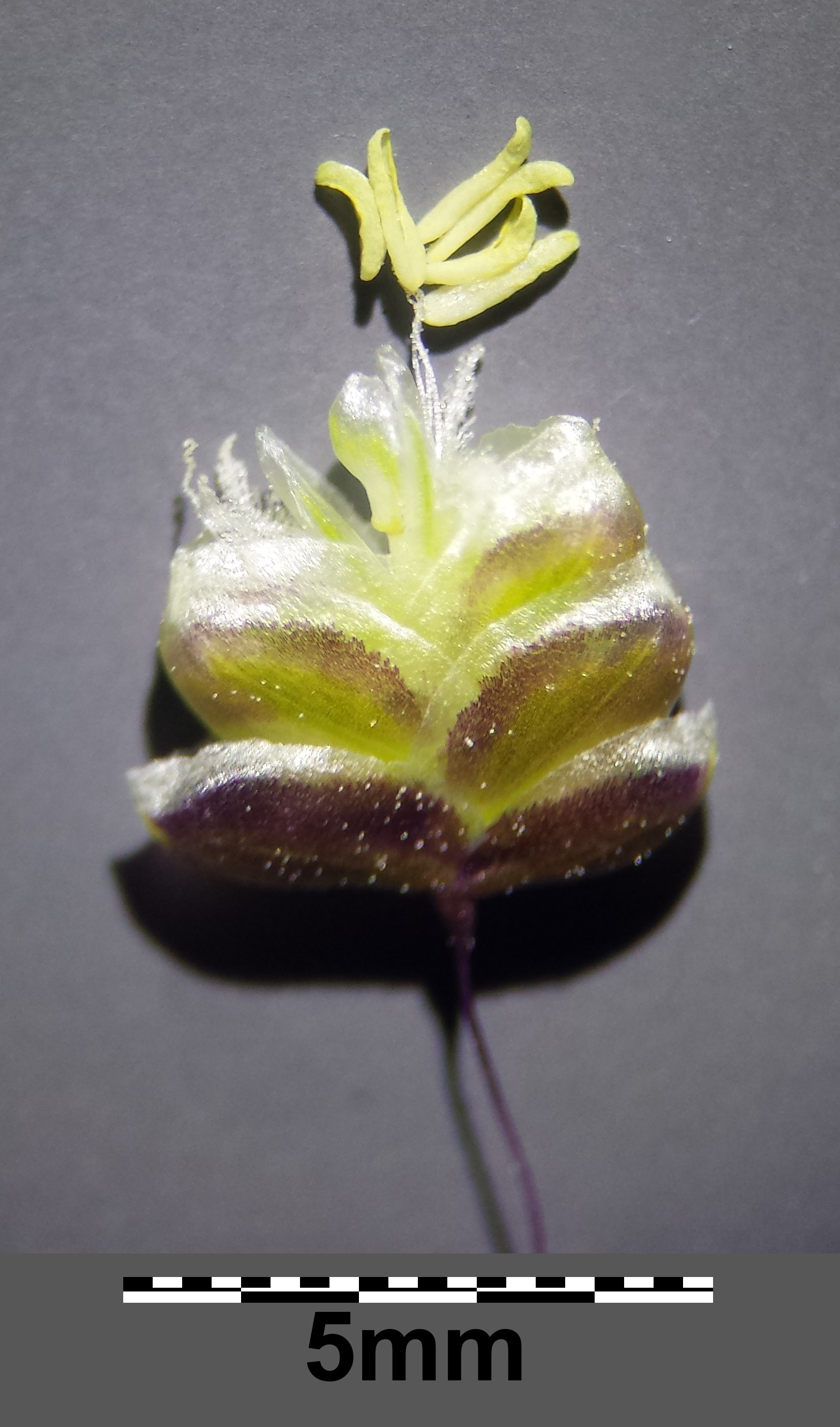
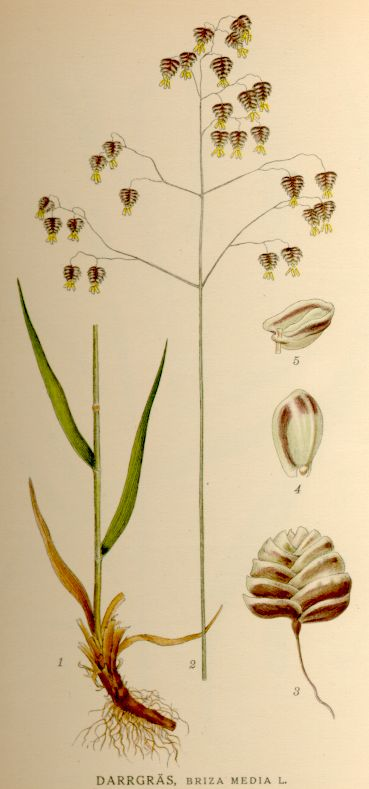